# Larina Baumann
Larina Baumann (* 17. Februar 1998 in Grabs) ist eine Schweizer Fussballspielerin. Sie spielt seit 2022 für den FC St. Gallen und seit 2024 für die Schweizer A-Nationalmannschaft.

## Karriere

### Vereine
Baumann begann im Alter von elf Jahren für den in Buchs im Kanton St. Gallen ansässigen FC Buchs mit dem Fußballspielen. Im weiteren Verlauf war sie für die Jugendmannschaft des FC St. Gallen bis ins Jahr 2017 aktiv. Zur Saison 2017/18 rückte sie in die erste Mannschaft auf, die eine Fusion mit dem FC Staad eingegangen ist und als FC St. Gallen-Staad in der Nationalliga B, der zweithöchsten Spielklasse im Schweizer Frauenfussball, vertreten war und die Saison auf Platz 3 abschloss. In der Folgesaison gelang als Meister der Spielklasse der Aufstieg in die Nationalliga A. In dieser Spielklasse debütierte sie am 22. August 2020 (2. Spieltag) bei der 0:1-Niederlgae im Heimspiel gegen den Servette FC Chênois Féminin, ihrem einzigen Punktspiel ihrer Premierensaison. In der Folgesaison wurde sie in 17 von 18 Saisonspielen eingesetzt sowie in zwei Spielen des Viertelfinales in den Ausscheidungsspielen um Meisterschaft und den in Hin- und Rückspiel ausgetragenen Begegnungen mit dem FC Aarau um Platz 7. In den folgenden zwei Saisonen kam sie in jeweils 18 Saisonspielen und in jeweils vier Ausscheidungsspielen (je zweimal Viertelfinale, zweimal Halbfinale und zweimal Platzierungsspiele) zum Einsatz, wie auch insgesamt in vier Spielen um den Schweizer Cup, dann für den FC St. Gallen, der Frauenfußballabteilung des FC St. Gallen.

### Nationalmannschaft
Als Nationalspielerin für den SFV debütierte sie in der A-Nationalmannschaft, die am 31. Mai 2024 in Biel/Bienne das dritte Spiel der EM-Qualifikationsgruppe B1 mit 2:1 gegen die Nationalmannschaft Ungarns gewann. In den beiden weiteren EM-Qualifikationsspielen am 4. Juni und 12. Juli 2024 (0:1 vs. Ungarn, 2:0 vs. Türkei) wurde sie ebenfalls berücksichtigt, wie auch am 25. Oktober 2024 beim 1:1-Unentschieden im Freundschaftsspiel gegen die Nationalmannschaft Australiens und im vorletzten Länderspiel des Jahres am 29. November bei der 0:6-Niederlage im Freundschaftsspiel gegen die Nationalmannschaft Deutschlands.

## Erfolge
- Meister Nationalliga B 2019 und Aufstieg in die Nationalliga A
- Schweizer Cup-Finalist 2023